# ブラスターバーン
『ブラスターバーン』 (Blaster Burn) は、コンパイルが製作した縦スクロールシューティングゲーム。

## 概要
MSXで発売された『ファイナルジャスティス』『ガーディック』に続く「BADRUGA」シリーズのエピソードIIIとして企画されてお蔵入りになっていた素材を、ディスクステーション用のコンテンツとして復活させた作品である。MSX1用で途中まで開発されていた素材を流用したことから、ゲーム画面はMSX1互換の画面モードを拡張したSCREEN4が使用されており、ハードウェアスクロールには対応していないが、カラーパレット対応、スプライトキャラの多色化、MSX-MUSIC対応などのリファインが施されている。連載企画としてディスクステーション第8号から第17号にかけて1ステージずつ収録された後、プロジェクトEGGで総集編が発売された。

## ストーリー
地球歴2822年、地球は再びゴースの侵略を受けた。地球は宇宙戦用戦闘機「ファイナルジャスティス」および空中戦用戦闘機「ガーディック」によって守られたが、ゴースの最終攻撃も日増しに激しくなる一方であった。1年後、地球に残されたゴース基地の残骸から発見されたテクノロジーと素材により、対ゴース用最終兵器「ガーディックII」が1機のみ製造された。ガーディックIIは、AIコンピュータによって戦闘を重ねるたびに機体そのものが強化される宇宙戦用戦闘機である。ゴースの本拠地「惑星ガリアム」を破壊してゴースを制圧すべく、ガーディックIIが発進する。

## ゲームシステム
自機「ガーディックII」はシールド制で、ダメージを受けてシールドが無くなるとゲームオーバー。自機のパワーアップは、敵を倒すことで得られるヒット（経験値のようなもの）でレベルアップをするか、ゲーム中に出現するパワーチップを集めてアイテムを購入することで行う。自機のデータは、ディスクにセーブして各話共通で使用できる。
上位のステージをプレイするために下位のステージをクリアしておく必要はなく、いきなり最終ステージにチャレンジすることもできるが、上位のステージになるほど敵の耐久力が上がっているため、自機をある程度まで強化しておかないと、敵をまったく倒せなくなる。
レベルは一定数のヒットと引き換えで上げることができ、レベルを上げるごとに「通常弾の強さ」「シールドゲージ」「自機のスピード」のいずれかのパラメータを1つ上げることができる。レベルアップごとに次のレベルアップに必要なヒットが増える。
パワーは画面上に時々出現するボックスから撒かれるパワーチップを取ることにより、1ずつ増える。ボックスを破壊すると色違いのパワーチップが出現し、取るとパワーが20増えて通常弾の幅が1段階上がる（最大4段階）。パワーチップを取った直後は0.5秒間だけ無敵状態になり、100パワー取るごとにシールドが1レベル回復する。
第3話までは、本編の他にヒットやパワーを稼ぐための専用ステージがが収録されている。
自機のパラメータ
Level
自機のレベル。最大100。
Hit
RPGでの経験値にあたる物で敵を倒すことで増える。一定数に達するとレベルを上げることが出来る。
Power
プレイ中に出現するパワーチップを取ることで貯まっていく。貯まったパワーでアイテムを購入することができる。またBボタンでサブウェポンを使用する場合に消費される。
Shield Max
シールドの最大値。レベルアップかアイテムの購入で増やせる。最大84。
Normal Beam
1画面内に発射できる通常弾の数。アイテムの購入で増やせる。最大7だがサブウェポンを装備すると最大6になる。
Strength
通常弾の強さ。数値が大きいほど敵に与えるダメージが大きい。レベルアップで増やせる。レベルアップが最大100なので論理的な最大値は100。
Engine
自機のスピード。数値が大きいほど速い。アイテムで購入できるのは最大7。8以上はレベルアップでのみ増やせる。
Auto
ボタンを押しっぱなしで1秒間に連射する回数。初期値は4。アイテムの購入で増やせる。最大で60。
Crystal
所持しているクリスタルの数。初期値は0でアイテムの購入で増やせる。最大255。
ショップで購入できるアイテム
- エンジン - 自機の速度を変更できる。4～7まであって速いほど高い。遅いエンジンを買ってスピードを下げることもできるがレベルアップで増やした分も無くなる。
- ビーム - 通常弾の連射数を変更できる。4～7まであって数が多いほど高い。
- シールド - シールドゲージが一つ増える。何回でも購入できて値上がりもしない。
- オート - 連射スピードを変更できる。5～60まであって速いほど高い。
- サイドワインダー - 通常弾がサイドワインダーになる。
- ファイアイレーサー - 通常弾で敵の弾が消せるようになる。
- スルー - 通常弾が貫通弾になる。
- ウェーブ - Bボタンでウェーブが撃てる。使用するとパワーを消費する。
- サーキュラー - Bボタンを押している間、自機の周りに回転弾が付く。使用中はパワーを消費する。
- クラッカー1 - 自機を追従するオプションが付く。ビームが7の時のみ購入することができ、自機とオプションがそれぞれ3連射になる（パワーは消費しない）。特殊弾との併用は不可。
- ガーディック - 自機キャラクターがガーディックIIになる。ランダーバーンでセーブしてキャラクターがランダーになった場合に戻すことができる。
- クリスタル - 持っている数だけ最終ボスの耐久力が下がる。

## 掲載号一覧
- #04-1 - 予告
- #07-2 - 第0話 イメージファイト
- #08-2 - 第1話 母艦ガルゴス
- #10-2 - 第2話 惑星グライア
- #11-2 - 番外編 ランダーバーン（エイプリルフール企画）悪いミカンを倒せ！
- #12-2 - 第3話 惑星クアリム
- #13-2 - 第4話 惑星ディアテ
- #14-2 - 第5話 小惑星帯ディモ
- #15-2 - 第6話 要塞ゴスリアム - 前半ステージは『ファイナルジャスティス』、後半ステージは『ガーディック』のそれぞれオマージュになっている。
- #16-2 - 第7話 惑星ガリアム 前編
- #17-2 - 最終話 惑星ガリアム 後編 - 『ガルケーブ』の敵キャラが登場する。クリアするとそのままエンディングとなりメニューに戻ることができなくなる。
- #26-2 - スコアトライアル版。この号だけ自機データのロード・セーブが不可で、用意された60000パワーで装備を選んでトライアルに挑むことになる。ハイスコアは自動でディスクにセーブされる。また、タイトル画面のBADRUGAの綴りがBUDRUGAになっている。
- #13-1 - サウンドギャラリー（#0 - #3 + ランダーバーン）
- #18-2 - サウンドギャラリー2（#4 - #8）

## バグ修正プログラム一覧
ブラスターバーンはリリース後に発覚したバグが多々あり、その度にバグ修正プログラをリリースして対応した。中にはバグ修正プログラム自体ににバグがあり、それを再修正するプログラムもリリースされている。
- #SP5-3 - （第0話）一部の機種で暴走するバグの修正。
- #08-2 - （第0話）一部の機種で暴走するバグの修正。
- #09-2 - （第0話・第1話）シールドMAXが12を肥えると表示が崩れるバグの修正。（第1話）ごく希にグラフィックの初期化に失敗して表示が崩れるバグの修正。
- #10-2 - #09-2のBUG修正プログラムを適用するとゲームが起動しなくなるバグの修正。（第1話）ゲーム中に特殊兵器を使ってGAINED POWERがマイナス値になると表示が崩れるバグの修正。
- #12-2 - （ランダーバーン）途中から敵が出てこなくなってゲームが終わらなくなり最終的に暴走するバグの修正。
- #13-2 - （第3話）ボスが画面左端でバグる、ショップで買い物するとバグる、システムディスクにセーブができないバグの修正。
- #15-1 - （第5話）2回連続でレベルアップさせると暴走するバグ、システムディスににセーブすると他の収録コンテンツが壊れるバグの修正。
- #18-2 - （最終話）クリスタルの所持数によっては最終ボスが死ななくなるバグ、違うディスクからロードしてディスクを入れ替えてセーブするとディスクが壊れるバグの修正。
- #27-2 - （スコアトライアル）プレイすると本体のS-RAMが書き換わるバグ、一部機種でゲームが動作しないバグの修正。

## ランダーバーン
エイプリルフール企画で製作された、ブラスターバーンのパロディ版。自機がランダー、敵が動物や食べ物になっている。ブラスターバーンのセーブデータを使用することもできるが、ランダーバーンで上書きしたデータをブラスターバーンで使用すると、自機がランダーになる。
ストーリー
ミカンが大好きなランダーが、果物屋で投げ売りしていたミカンを大量に買い込んで食べたところ、とても不味かった。果物屋の店主を問い詰めたところ、不味いミカンを全宇宙に出荷して宇宙征服を企んでいる巨大ミカンに無理矢理売りつけられたことが発覚。怒りに燃えたランダーは、美味しいミカンを安心して食べられる世の中を取り戻すため、悪い巨大ミカンのいる宇宙の果てのオレンジ星に飛び立った。
ランダーバーンでのみ購入できるアイテム
- エクストラビーム - 通常弾がランダムな方向に曲がる異常弾になる。
- エクストラエンジン - 自機のスピードが凄く遅くなる。
- ハイパーエンジン - 自機のスピードが凄く速くなる。
- スロー - Bボタンを押している間、ゲームの速度が落ちる。パワーは消費しない。